# Quem Dá Mais?
Storage Wars (Quem Dá Mais?, no Brasil e em Portugal e estilizado como QUEM DÁ MAI$) foi um reality show americano do canal televisivo A&E, que estreou em dezembro de 2010.
Quando depósitos são abandonados na Califórnia, o conteúdo pode ser vendido por um leiloeiro como um lote único de itens na forma de um leilão, apenas em dinheiro. O programa conta com compradores profissionais que compram o conteúdo com base apenas em uma inspeção de até 5 minutos,  do que eles podem ver a partir da porta aberta, sem tocar ou entrar no depósito. O objetivo é transformar em lucro, a mercadoria achada no lote.

## A série
Storage Wars pode ser visto internacionalmente como um sucesso, como AETN Internacional vendeu a série para vários canais em Singapura, Canadá, Austrália, Reino Unido, Irlanda, Países Baixos, Suécia, Finlândia, Noruega, Itália, Polônia, Alemanha, Espanha, Dinamarca, Nova Zelândia e Índia. No Brasil, a série é exibida no History Channel.
A primeira temporada, composta por 19 episódios, foi filmada em várias instalações de self-storage em todo o sul da Califórnia. O programa tem desfrutado de sucesso de audiência, e a estréia da segunda temporada atraiu 5,1 milhões de espectadores no total, tornando-se o programa mais assistido do A&E.
O programa foi renovado para mais uma temporada de 26 episódios em janeiro de 2012, que estreou oficialmente no dia 5 de junho de 2012. Apenas 20 dos 26 episódios foram ao ar no entanto, os seis episódios foram eliminados para serem usados durante a segunda metade da terceira temporada, que começou a ser exibida no dia 4 de dezembro de 2012. Em março de 2013, 4 episódios foram exibidos antes do lançamento oficial da 4ª temporada, que estreou dia 16 de abril de 2013 . A sexta temporada do programa estreou no dia 11 de novembro de 2014.
Um spin-off de Storage Wars, intitulado Storage Wars: Texas, fez a sua estreia no A&E no dia 6 de dezembro de 2011. Esta série se passa nos depósitos abandonados do Estado do Texas. Um segundo spin-off chamado Storage Wars: New York, estreou dia 1º de janeiro de 2013, que se passa no Estado de Nova Iorque.
Em 01 de agosto de 2018 a série estreou no Canal History.

## Elenco
- Jarrod Schulz e Brandi Passante (1ª temporada-presente): Schulz e Passante possuem e operam uma loja, "Now and Then", em Orange, Califórnia. Na 4ª temporada, abriram uma nova loja em Long Beach, Califórnia, mas na estréia da 5ª temporada, é revelado que a loja de Long Beach não tinha feito lucro desde o dia de abertura, colocando-os em risco financeiro. No dia 24 de abril de 2012, o A&E estreou o especial "Brandi & Jarrod: Married to the Job", que incidiu sobre os dois à equilibrar e executar os negócios e elevar os seus dois filhos. O especial levou a uma série spin-off de mesmo nome, que estreou dia 12 de agosto de 2014.
- Darrell Sheets (1ª temporada-presente):Sheets, um veterano dos leilões de armazenamento em San Diego, aparece ao lado de seu filho, Brandon Sheets. Ele ganha a vida com a venda de itens de seus depósitos comprados, em sua reunião de troca semanal, e através de sua loja online. Em uma entrevista, Sheets indicou que algumas de suas maiores descobertas em armários incluía uma coleção de quadrinhos de tamanho considerável, quatro desenhos de Pablo Picasso, e uma carta escrita por Abraham Lincoln, que foi vendida por mais de US$ 15.000,00 dólares. Darrell revelou que uma vez, encontrou um cadáver humano, envolvido em um plástico, num de seus depósitos, descobriu-se que o proprietário anterior do depósito havia assassinado sua esposa e deixou-a na unidade. No final da 3ª temporada, Darrell comprou uma unidade por US$ 3.600,00 dólares, que continha muitas peças de arte originais, de Frank Gutierrez. As obras de arte acabaram sendo avaliadas por aproximadamente US$ 300.000,00 dólares, resultando no maior lucro da história do programa.
- Dave Hester (1ª-3ª temporada, 5ª temporada-presente): No início da série, Hester era proprietário do Newport Consignação Gallery, em Costa Mesa, Califórnia, o Rags to Riches brechó, mas fechou-os em junho de 2011. Ele agora opera sua própria casa de leilões, a Dave Hester Auctions. Hester teve confrontos com os outros compradores principais, especialmente Darrell e Brandon Sheets, e é conhecido por elevar lances sempre que alguém quer comprar a unidade, gritando "aqui" na mesma hora em que o outro comprador fala. O filho de Dave, Dave Hester Jr. ocasionalmente, apareceu no programa com ele. A rúbrica de Hester é um "YUUUP!", ao fazer uma oferta. Ele tem essa palavra impressa em seus caminhões, camisas e chapéus. Hester revelou a partir de que o seu "YUUUP!" foi originado: quando ele se tornou ajudante em instalações de leilões, trabalhando com leiloeiros licitantes em uma multidão. Em dezembro de 2012, Hester foi demitido do programa, e processou os produtores, por demissão injusta, parte de sua ação judicial foi lançada em março de 2013. Hester saiu do programa na 3ª temporada, mas voltou para a 5ª temporada, tendo chegado a um acordo com o A&E. Dave vai continuar como um comprador regular na 6ª temporada.
- Barry Weiss (1ª-4ª temporada): Barry Weiss e seu irmão eram empresários de sucesso, e também era produtor musical e produtor executivo, até que se aposentou. Enquanto Weiss é um colecionador de antiguidades ao longo da vida, ele nunca tinha comprado uma unidade de armazenamento, até que seu amigo e então produtor executivo do programa, Thom Beers sugeriu a ele que se juntasse ao reality. No dia 25 de junho de 2013, foi relatado que Barry não iria voltar para o programa para a 5ª temporada. Em fevereiro de 2014, o A&E anunciou que Weiss iria estrelar sua própria série sobre antiguidades, intitulado Barry'd Treasure (Tesouros do Barry, no Brasil)
- Dan e Laura Dotson (1ª temporada-presente): A equipe de marido e mulher leiloeiros executam e administram os leilões de armazenamento. Dan tem sido um leiloeiro profissional desde 1974. Ele é leiloeiro primário, de vez em quando ele cede sua ocupação para a esposa, Laura. Laura sempre termina os leilões lembrando aos participantes de pagarem pelos depósitos comprados, falando "agora paguem à moça !"
- Ivy Calvin (3ª-5ª temporada): Calvin se juntou ao programa durante a 3ª temporada, logo após a saída de Dave Hester, e tornou-se um dos principais compradores durante a quinta temporada. Calvin é um ex lutador de MMA, e ex jogador de futebol, ele é dono de loja da avó, Attic, em Palmdale, Califórnia.
- Rene e Casey Nezhoda (4ª temporada-presente): A equipe de marido e mulher se juntou ao show durante a quarta temporada, e se tornaram uns dos principais compradores na 5ª temporada. Depois de ficarem de fora dos últimos episódios da quinta temporada, por causa do retorno de Dave Hester, eles voltaram para a 6ª temporada. Nativo da Alemanha, Rene, possui uma loja de pechinchas em Poway, Califórnia.
- Os irmãos Harris (Mark e Matt Harris) (3ª-4ª temporada, 6ª temporada-presente): Os irmãos de Harris, que são gêmeos idênticos, apareceram pela primeira vez como avaliadores, na 3ª temporada, quando o comprador Barry Weiss levou uma jaqueta do Star Wars, para os Harris avaliarem. Desde então, eles têm participado do programa. Os irmãos Harris são especializados em eventos de Hollywood. Eles têm uma empresa chamada WOW! Creations, especializada em eventos de celebridades. Os irmãos Harris anunciaram através das suas contas oficiais no Twitter, bem como de seu site oficial que eles estariam aparecendo no programa para a 6ª temporada.
- Mark Balelo (2ª-4ª temporada): Balelo era dono de uma empresa de atacado e distribuição, de uma casa de leilões, e também era o dono de uma loja de jogo chamada "The Game Troca". Ele era conhecido por trazer grandes quantias em dinheiro para os leilões, US$ 50.000,00 dólares para cada leilão. Ele também ganhou o nome de "rico suave" por sua tendência a se vestir com roupas elegantes em leilões de armazenamento. Ele apareceu três vezes durante a 2ª temporada, cinco vezes na 3ª, e três vezes na 4ª temporada, filmado pouco antes de sua morte, cometida por suicídio, supostamente por drogas.
- Nabila Haniss (2ª-4ª temporada):Haniss chamou muita atencão ao comprar uma unidade que continha pertences da socialite Paris Hilton.
- Jeff Jarred (3ª temporada): Jarred é o proprietário da loja " It's New To You", loja de antiguidades e economia, que ele administra com a filha em Burbank, Califórnia. No passado, ele muitas vezes se desentendeu com Dan Dotson, depois de acusá-lo de usar táticas trapaceiras em leilões. No entanto, ele e Dotson decidiram fazer a pazes na 3ª temporada, na qual apareceu seis vezes.
- Herb Brown e Mike Karlinger (3ª-4ª temporada): Eles têm aparecido três vezes na 3ª, e três vezes na 4ª temporada.
- Mary Padian (5ª-presente): Em uma visita a Los Angeles, Mary Padian que faz parte do Storage Wars: Texas, apareceu em três episódios da 5ª temporada, como uma substituta para Dave Hester. Ela também aparece em alguns episódios da 6ª temporada. Após o retorno de Dave Hester, ela deveria ter seu contrato cancelado, mas agradou tanto o público que ficou no programa, e esta lá até os dias de hoje.
- Earl e Johan Graham (4ª temporada):Uma equipe de pai e filha leiloeiros, que apareceram em seis episódios na 4ª temporada como leiloeiros.

## Classificação
O primeiro episódio de estréia da série atraiu 2,1 milhões de telespectadores nos Estados Unidos e o programa teve a melhor nota de programa televisivo não-fictício do A&E, com uma média de 2,4 milhões de telespectadores nos Estados Unidos. A segunda temporada teve uma audiência maior ainda do que a primeira, 5,1 milhões de telespectadores nos Estados Unidos, e obteve a mais alta classificação para um episódio de uma série da história do A&E. A estréia combinada da temporada superou concorrentes episódios originais da NBC, Love in the Wild e do ABC Primetime Nightline.

## Recepção da crítica
A resposta da crítica foi mista, com Mary McNamara do Los Angeles Times chamando Storage Wars de "um show estranhamente enriquecedor", "espero ser uma das muitas coisas que aparentemente pode encontrar em uma unidade de armazenamento abandonado", Neil Genzlinger do The New York Times chamou a série de "uma adição especialmente divertida para o gênero." Já Brian Lowry, do Variety, disse que a série "deveria ter sido deixada no armazenamento, por tempo indeterminado." Escrevendo para o Slate, Troy Patterson deu uma avaliação mista, referindo-se a série como "TV lixo", bem como "trivial e magnético." Ellen Gray, da Philadelphia Daily News disse que "se há um osso aquisitivo em seu corpo, você provavelmente deve orientar ".

## Problemas judiciais
Alguns anos atrás, especulações disseram que algumas das unidades foram abastecidas pelos produtores da série, um publicista do A&E disse: "Não há encenação envolvida, os itens achados nas unidades de armazenamento são ítens reais, e de destaque no programa".
Em dezembro de 2012, Dave Hester entrou com uma ação contra o A&E e a Original Productions, alegando que os produtores tinham encenado unidades inteiras, plantado ítens em armários depois de tê-los semanas antes avaliadas, e canalizado dinheiro para as equipes mais fracas para comprar armários, eles não poderiam ter de outra forma . Hester e outros membros do elenco se reuniram com funcionários da rede para expressar preocupações de que essas ações estavam em violação da lei federal, destina-se a evitar que os telespectadores sejam enganados assistindo a um programa que envolve habilidades intelectuais.
Em janeiro de 2013, em vez de negar as acusações, o A&E respondeu afirmando que a sua composição da série obedece Primeira Emenda, e que os pedidos de Hester não se aplicam, a rede também disse que a Lei Americana de Comunicações de 1934 é inaplicável à televisão por cabo, pois não existia TV à cabo em 1934, e que o formato de Storage Wars não envolve "acaso", "conhecimento intelectual" ou "habilidade intelectual" e por isso não é um programa de jogo. O A&E também afirmou que há "inconsistências notáveis (de Hester) exageradas", referindo-se a suas pretensões de valor sobre os itens que ele encontra nos lotes.
Em março de 2013, o A&E obteve uma vitória parcial na ação quando um juiz federal inocentou o canal para as alegações de práticas comerciais desleais feitas por Dave Hester, chamando a série de "liberdade de expressão expressiva", e afirmou que o seu pedido de demissão injusta não era suficientemente específico. Hester foi condenado a pagar os honorários advocatícios para A&E.
Em 3 de setembro de 2013, Hester teve um de seus pedidos aprovados pela Suprema Corte de Los Angeles, e pelo juiz Michael Johnson. O tribunal decidiu que Hester "pode avançar com a parte de demissão injusta de seu processo amplo contra o A&E e os produtores de Storage Wars."
Em 15 de julho de 2014, foi anunciado que Hester e o A&E chegaram a um acordo, Hester voltou para a série dia 12 de agosto de 2014.